# Dibenzotiofeno
El dibenzotiofeno es el compuesto orgánico de azufre que consta de dos anillos de benceno fusionados a un anillo central de tiofeno. Es un sólido incoloro que es químicamente algo similar al antraceno. Este heterociclo tricíclico (de tres anillos o ciclos fusionados entre sí), y especialmente sus derivados sustituidos con grupos alquilo, se producen ampliamente en las fracciones más pesadas de petróleo. Este compuestos y sus alquil derivados son utilizados como compuestos modelo en estudios de hidrodesulfuración.
El dibenzotiofeno es preparado por la reacción de bifenilo con ácido sulfhídrico en presencia de cloruro de aluminio.
La reducción con litio produce la escisión de un enlace CS. La oxidación del átomo de azufre da la sulfona, que es más lábil que el dibenzotiofeno padre. Con n-butil-litio, el heterociclo se metala, en las posiciones 4 y 6.